# Caupenne-d’Armagnac
Caupenne-d’Armagnac – miejscowość i gmina we Francji, w regionie Oksytania, w departamencie Gers.
Według danych na rok 1990 gminę zamieszkiwało 357 osób, a gęstość zaludnienia wynosiła 16 osób/km² (wśród 3020 gmin regionu Midi-Pyrénées Caupenne-d’Armagnac plasuje się na 714. miejscu pod względem liczby ludności, natomiast pod względem powierzchni na miejscu 492.).